# باگریان‌والا
باگریان‌والا (به انگلیسی: Bagrianwala) یک شهرک در پاکستان است که در ناحیه گجرات واقع شده‌است.